# James FitzJames, I duca di Berwick
James FitzJames (Moulins, 21 agosto 1670 – Philippsburg, 12 giugno 1734) era figlio di Giacomo II Stuart, re di Scozia e d'Inghilterra, e della sua amante Arabella Churchill.

## Biografia

### Infanzia ed educazione
James nacque in Francia presso la città di Moulins quindici anni prima dell'ascesa al trono del padre, Giacomo II Stuart, allora duca di York e primo erede del fratello, il re d'Inghilterra Carlo II Stuart.
James venne educato come un Principe cattolico in vari collegi tra cui il Collegio di Juilly, il Collège du Plessis e il Prytanée national militaire, collegio gestito dalla Compagnia di Gesù.

### Carriera militare e ascesa

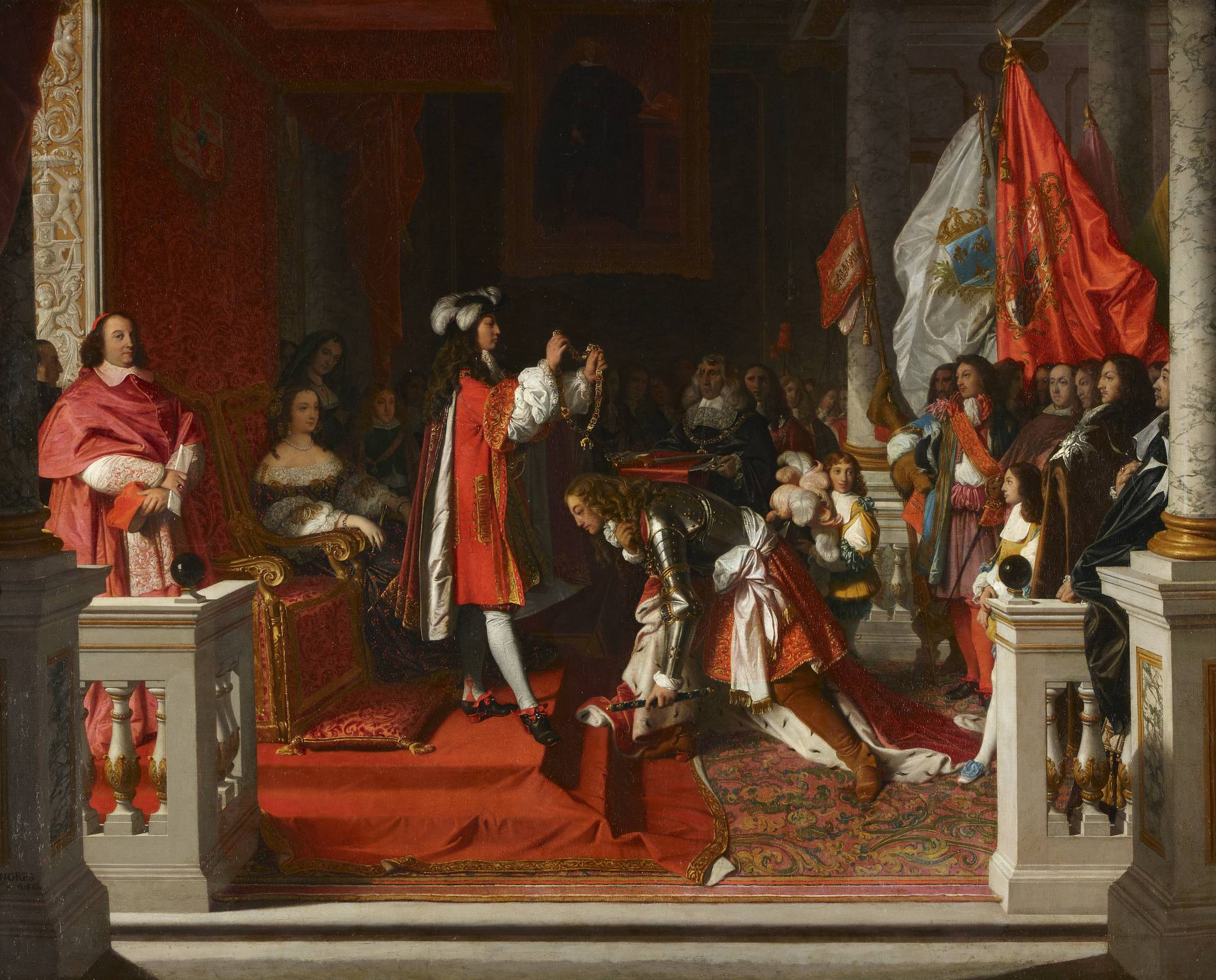
Filippo V di Spagna nomina James FitzJames cavaliere dell'Ordine del Toson d'oro in un dipinto di Jean Auguste Dominique Ingres, 1817, Palazzo di Liria, Madrid

In seguito entrò militarmente al servizio del duca di Lorena Carlo e partecipò all'assedio di Buda. Nel 1687 Giacomo II, divenuto re, nominò il figlio duca di Berwick, conte di Tinmouth e barone Bosworth; in seguito alle nomine James tornò sul continente e partecipò alla Mohács, in Ungheria dove combatté i turchi.
Dopo la battaglia tornò in Inghilterra, dove fu nominato Governatore di Portsmouth e ricevette gli onori spettanti ai cavalieri dell'Ordine della Giarrettiera, divenendone membro. Tuttavia James non riuscì a ricoprire a lungo queste cariche, vista l'invasione di Guglielmo d'Orange, che portò alla cosiddetta "gloriosa rivoluzione" e alla deposizione di Giacomo II. In seguito alla deposizione del padre, James partecipò alla guerra di Giacomo II contro Guglielmo d'Orange, divenuto re d'Inghilterra, in Irlanda nel tentativo di recuperare il trono. Il duca prese parte della battaglia del Boyne, lo scontro più notevole della campagna, che vide sconfitto definitivamente Giacomo II. Esiliato in Francia, entrò a far parte dell'esercito di Luigi XIV e combatté durante la guerra dei nove anni nelle battaglie di Steenkerque e di Landen. James venne addirittura catturato ma venne in seguito subito liberato.
Come soldato James è ricordato come un comandante dotato di coraggio e abnegazione. Si distinse durante la guerra di successione spagnola e, dopo aver condotto una fortunata spedizione contro Nizza nel 1706, Luigi XIV lo nominò Maresciallo di Francia. Il 25 aprile 1707, il duca di Berwick, inglese a capo di una armata francese, sconfisse nella battaglia di Almansa, Henri de Massue, francese a capo di una armata inglese.

### Duca di Fitz-James
Dopo questa fortunata battaglia, James ricevette da Luigi XIV il titolo di Duca di Fitz-James e da Filippo V di Spagna il titolo di Duca di Liria e Xérica oltre che di Luogotenente di Aragona. Nel 1714 partecipò anche all'assedio di Barcellona. Divenne in seguito governatore della provincia di Aquitania, stringendo amicizia con Montesquieu. Durante la guerra della Quadruplice alleanza si schierò contro il re spagnolo Filippo V.

### Ultimi anni e morte
Sino al 1733 il duca non fu più chiamato come comandante dell'esercito; allo scoppio della guerra di successione polacca si distinse per l'assedio di Kehl. Poco dopo, durante l'assedio di Philippsburg venne colpito da una palla di cannone e rimase ucciso.

## Discendenza
James sposò Honora Burke, contessa di Lucan, vedova del comandante giacobita Patrick Sarsfield, I conte di Lucan, il 26 marzo 1695. La coppia ebbe un figlio:
- James FitzJames o Jacobo Francisco Fitz-James Stuart (21 ottobre 1696 - 2 giugno 1738), secondo duca di Berwick, secondo duca di Liria, secondo duca di Xérica. Sposò la duchessa Catalina Ventura Colón de Portugal, discendente da Cristoforo Colombo.

Il 18 aprile 1700 James si risposò, con Anne Bulkeley, dalla quale ebbe dieci figli.
- Jacques de Fitz-James, duca di Fitz-James (1702-1721);
- Henriette de Fitz-James (1705–1739), sposò Jean-Baptiste-Louis, conte di Clermont d'Amboise;
- François de Fitz-James (1709–1764), III duca di Fitz-James, vescovo di Soissons;
- Laure-Anne de Fitz-James (1710–1766), sposò Joachim-Louis de Montagu, marchese di Bouzols;
- Henri de Fitz-James (1711–1731), colonnello del reggimento di Berwick di fanteria irlandese;
- Charles de Fitz-James (1712–1787), IV duca di Fitz-James;
- Marie-Émilie de Fitz-James (1715–1770), sposò François-Marie de Pérusse, conte des Cars;
- Édouard de Fitz-James (1716–1758);
- Anne-Sophie de Fitz-James (1718–1763), religiosa.

## Ascendenza
|                                     |                |                      | Genitori                     |  |  | Nonni |  |  | Bisnonni                |  |  | Trisnonni                   |  |
|                                     |                |                      |                              |  |  |       |  |  | Giacomo I d'Inghilterra |  |  | Enrico Stuart, Lord Darnley |  |
|                                     |                |                      |                              |  |  |       |  |  | Giacomo I d'Inghilterra |  |  | Enrico Stuart, Lord Darnley |  |
|                                     |                | Maria Stuarda        |                              |  |  |       |  |  | Giacomo I d'Inghilterra |  |  |                             |  |
| Carlo I d'Inghilterra               |                |                      |                              |  |  |       |  |  | Giacomo I d'Inghilterra |  |  |                             |  |
|                                     |                | Anna di Danimarca    | Federico II di Danimarca     |  |  |       |  |  |                         |  |  |                             |  |
|                                     |                | Anna di Danimarca    | Federico II di Danimarca     |  |  |       |  |  |                         |  |  |                             |  |
|                                     |                | Anna di Danimarca    | Sofia di Meclemburgo-Güstrow |  |  |       |  |  |                         |  |  |                             |  |
| Giacomo II d'Inghilterra            |                | Anna di Danimarca    |                              |  |  |       |  |  |                         |  |  |                             |  |
|                                     |                | Enrico IV di Francia | Antonio di Borbone-Vendôme   |  |  |       |  |  |                         |  |  |                             |  |
|                                     |                | Enrico IV di Francia | Antonio di Borbone-Vendôme   |  |  |       |  |  |                         |  |  |                             |  |
|                                     |                | Enrico IV di Francia | Giovanna III di Navarra      |  |  |       |  |  |                         |  |  |                             |  |
| Enrichetta Maria di Borbone-Francia |                | Enrico IV di Francia |                              |  |  |       |  |  |                         |  |  |                             |  |
|                                     |                | Maria de' Medici     | Francesco I de' Medici       |  |  |       |  |  |                         |  |  |                             |  |
|                                     |                | Maria de' Medici     | Francesco I de' Medici       |  |  |       |  |  |                         |  |  |                             |  |
|                                     |                | Maria de' Medici     | Giovanna d'Austria           |  |  |       |  |  |                         |  |  |                             |  |
| James FitzJames                     |                | Maria de' Medici     |                              |  |  |       |  |  |                         |  |  |                             |  |
|                                     | John Churchill | Jasper Churchill     |                              |  |  |       |  |  |                         |  |  |                             |  |
|                                     | John Churchill | Jasper Churchill     |                              |  |  |       |  |  |                         |  |  |                             |  |
|                                     | John Churchill | Elizabeth Chaplet    |                              |  |  |       |  |  |                         |  |  |                             |  |
| Winston Churchill                   | John Churchill |                      |                              |  |  |       |  |  |                         |  |  |                             |  |
|                                     |                | Sarah Winston        | Henry Winston                |  |  |       |  |  |                         |  |  |                             |  |
|                                     |                | Sarah Winston        | Henry Winston                |  |  |       |  |  |                         |  |  |                             |  |
|                                     |                | Sarah Winston        | Dionise Bond                 |  |  |       |  |  |                         |  |  |                             |  |
| Arabella Churchill                  |                | Sarah Winston        |                              |  |  |       |  |  |                         |  |  |                             |  |
|                                     |                | John Drake           | John Drake                   |  |  |       |  |  |                         |  |  |                             |  |
|                                     |                | John Drake           | John Drake                   |  |  |       |  |  |                         |  |  |                             |  |
|                                     |                | John Drake           | Dorothy Button               |  |  |       |  |  |                         |  |  |                             |  |
| Elizabeth Drake                     |                | John Drake           |                              |  |  |       |  |  |                         |  |  |                             |  |
|                                     |                | Eleanor Boteler      | John Boteler                 |  |  |       |  |  |                         |  |  |                             |  |
|                                     |                | Eleanor Boteler      | John Boteler                 |  |  |       |  |  |                         |  |  |                             |  |
|                                     |                | Eleanor Boteler      | Elizabeth Villiers           |  |  |       |  |  |                         |  |  |                             |  |
|                                     |                | Eleanor Boteler      |                              |  |  |       |  |  |                         |  |  |                             |  |